# گردهمایی (فیلم ۲۰۲۲)
گردهمایی (انگلیسی: Party) (به هندی: Jalsa) فیلم هندی دلهره‌آور هندی-زبان است که در سال ۲۰۲۲ به نمایش درآمد، کارگردانی این فیلم را سورش تریونی بر عهده داشت. فیلم گردهمایی توسط شرکت‌های تی-سریز و ابوندانتیا انترتینمنت ساخته شد. بازیگران اصلی ویدیا بالن و شفالی شاه هستند. این فیلم در روز ۱۸ مارس ۲۰۲۲ از طریق آمازون پرایم ویدئو به نمایش گذاشته شد.